# 防衛装備移転三原則
防衛装備移転三原則（ぼうえいそうびいてんさんげんそく、平成26年4月1日国家安全保障会議決定・閣議決定）とは、日本国政府が採る武器輸出規制および運用面の原則のことである。2014年（平成26年）4月1日に、国家安全保障戦略に基づいて、武器輸出三原則に代わる新たな政府方針として制定された。防衛装備移転三原則に基づき、国家安全保障会議（NSC）がこれまでに防衛装備の海外移転を承認したのは、地対空ミサイル部品の対米輸出と戦闘機用空対空ミサイルをめぐるイギリスとの共同研究の2事例に加え、実際に武力衝突が発生している国家への移転としては、2022年にロシアより軍事侵略を受けたウクライナより要請され防弾チョッキなどを例外的に供与した例がある。

## 概要
武器輸出三原則は、基本的に武器（兵器）の輸出や国際共同開発をほぼ認めず、必要があれば、そのたびに例外規定を設けて運用する内容だったのに対して、防衛装備移転三原則は、武器の輸出入を基本的に認め、その上で禁止する場合の内容や、厳格な審査を規定する内容となっている。
従来の武器輸出三原則においては、武器の輸出は長らく事実上不可能な状態にあった。それゆえ日本製の武器は生産量が限定され、量産効果が出ないため高価にならざるを得ず、半ば不文律と化している対GDP1%以内の限られた防衛費を、さらに圧迫するという弊害があった。
特に、高性能となり研究開発費・生産費・維持費などといった諸コストが膨らみやすい現代の兵器開発は、たとえアメリカ合衆国のような軍事的・経済的な超大国にとっても一国単独でのプロジェクトは大きな負担となりつつある。それゆえ国際共同開発を主眼とするのが世界の潮流であり、防衛装備移転三原則はこれに沿ったものである。このため、2014年4月1日以前より武器輸出三原則を見直すべきとの動きがあった。
こうした意見を受け、第2次安倍内閣の下、2013年8月より、武器輸出三原則に関する議論を本格化させ、2014年3月11日の国家安全保障会議にて防衛装備移転三原則の名称や原案が決まり、2014年4月1日に武器輸出三原則に代わる防衛装備移転三原則を発表、日本は従来の武器の国産重視政策を転換して、国際共同開発を推進することとなった。
新三原則に基づく防衛装備移転や国際共同開発への参加には、防衛産業の育成や開発コスト削減、先端技術取得などを通して、日本の防衛力を強化する狙いがあり、2015年10月1日に発足した防衛装備庁が一元管理を行う。

## 内容

### 主な内容
1. 移転を禁止する場合の明確化。①当該移転が日本国政府の締結した条約その他の国際約束に基づく義務に違反する場合、②当該移転が国連安保理の決議に基づく義務に違反する場合、③紛争当事国（武力攻撃が発生し、国際の平和及び安全を維持し又は回復するため、国連安保理がとっている措置の対象国）への移転となる場合。これらが該当する場合、防衛装備の海外移転を認めない。
2. 移転を認め得る場合の限定並びに厳格審査及び情報公開。①平和貢献・国際協力の積極的な推進に資する場合、②日本の安全保障に資する場合、等に限定し、透明性を確保しつつ、厳格審査を行う。
3. 目的外使用及び第三国移転に係る適正管理の確保。原則として目的外使用及び第三国移転について日本国政府の事前同意を相手国政府に義務付けること。

### 運用指針
2014年4月1日、防衛装備移転三原則の運用指針が国家安全保障会議において決定された。

## 運用
2014年7月17日、国家安全保障会議において、2件の防衛装備の海外移転が認められた。1件はアメリカ合衆国への輸出であり、三菱重工業が生産するパトリオットミサイル（PAC-2）の姿勢制御を行うシーカー・ジャイロという部品である。この部品を使ったミサイルは、さらにカタールに輸出される予定。もう1件はイギリスとのミサイルの共同研究であり、三菱電機の半導体技術を使い、ミサイルの精度を高める技術を研究する予定となっている。
2014年12月18日、日本は装備品の海外移転を促進するため、政府による支援の在り方を検討する有識者会議を発足させた。日本から武器を調達する国や、他国との共同開発に乗り出す日本メーカーへの資金援助、輸出した装備の使用訓練や整備支援の仕組みなどを検討する。
2015年1月1日現在、防衛省が政府開発援助の枠外で、日本の防衛関連企業から武器を購入した開発途上国などを対象とした援助制度の創設を検討している。具体策は今夏をめどに調整している。
2015年5月18日、国家安全保障会議にて、オーストラリア国防軍の次期潜水艦をめぐる共同開発に関し海上自衛隊の最新鋭そうりゅう型潜水艦の技術情報移転が認められた。オーストラリアにコリンズ級潜水艦更新計画への入札プロセスへの参加を求められ売り込みを行ったが、ターンブル豪首相はフランスとの共同開発を発表した。
2015年7月23日、国家安全保障会議にて、アメリカが開発中のイージス艦向けの最新システムを巡り、関連するソフトや部品を日本でつくり同国に輸出することを決めた。同国は目標物の位置情報などを複数のディスプレーに表示し、共有できる装置の開発にあたり、技術力の優れた日本企業の参加をかねて求めていた。
2016年8月31日、国家安全保障会議にて、TC-90のフィリピンへの移転が認められた。TC-90は、海上自衛隊の所有する練習機で、5機がフィリピン海軍へ有償貸与（後に無償譲渡）されフィリピンの南シナ海での監視能力強化が図られることになる。なお、本件が自衛隊装備の他国供与第一号となる。
航空機ではインド海軍と沿岸警備隊がUS-2の導入を予定している。この他にもP-1、C-2の売込みが行われている。
2017年3月22日、G7サミットで日本とイタリア間での防衛装備品・技術移転に関する交渉が開始され、同年5月22日に日伊防衛装備品・技術移転協定の署名がなされ、2019年4月4日に効力が生じた。
2017年7月19日、日本とドイツ間で当時8か国目となる防衛装備品協定を締結した。
2018年4月18日、日本とマレーシア間で9か国目となる防衛装備品・技術移転協定を締結した。
2018年11月28日、陸上自衛隊から退役したものの大量に保管されていたUH-1Hの保守用部品をフィリピンへ無償で譲渡する取決めに防衛装備庁長官とフィリピン国防次官が署名した。
2020年8月28日、防衛省は防空レーダー4基（固定式3基・移動式1基）のフィリピンへの輸出契約が三菱電機と同国政府との間で成立したと発表した。固定式のJ/FPS-3と移動式のJTPS-P14を元に新たに開発され、初の完成装備品の輸出となる。
2022年2月24日にロシアがウクライナに軍事侵攻し、2月末にはウクライナより物資支援を要請するオレクシー・レズニコウ国防大臣の直筆署名入りの手紙が岸信夫防衛大臣に届けられた。防衛装備移転三原則は国際連合安全保障理事会が対応が必要と決議した「紛争当事国」への装備品の供与を禁じている規定であったが、ウクライナがこの対象ではないことから問題ないと判断。支援物資のリストアップを終え、3月4日の国家安全保障会議においてウクライナに対し防弾チョッキやヘルメットなどの自衛隊の装備品、他に防寒服、テント、カメラ、衛生資材、非常用食糧、発電機などを無償提供する方針を決定。3月8日に日本政府はウクライナに自衛隊の防衛装備品を提供するため、同国を国際法違反の侵略を受けている国と認定し、今回に限っては移転を可能とするよう防衛装備移転三原則の運用指針を改定した。同日、岸信夫防衛大臣はウクライナに防衛装備品を供与するため、輸送を担う自衛隊機に対する派遣命令を出した。同日夜に装備品を積んだ航空自衛隊のKC-767空中給油・輸送機がウクライナ隣国のポーランドに向け出発した。
2023年2月24日、浜田靖一防衛大臣は防衛装備移転三原則や運用指針の見直しについて検討を進める考えを示した。
2023年12月22日、一部改正が発表された。他国の特許を使う日本のライセンス生産品についてライセンス元国への輸出を全面解禁する。改定に合わせ、アメリカ企業のライセンスに基づき生産しているパトリオットミサイルをアメリカに輸出することを国家安全保障会議で決めた。
2024年2月18日、英・伊と国際共同開発する次期戦闘機に限って日本から第三国に輸出できるようにする案が浮上。殺傷兵器の輸出に難色を示す公明党に配慮する目的で、共同開発品の輸出全面解禁は事実上当面棚上げする。
2024年3月15日、自民公明の与党は英・伊と共同開発する次期戦闘機を第三国への輸出を解禁することで一致した。防衛装備移転三原則の緩和はライセンス生産の防衛装備を厳格な条件のもとに輸出を認める決定以来である。政府は「平和の党」を掲げる公明党へ配慮し、今回の次期戦闘機に限り輸出を認める方針で、輸出先は「国連憲章の目的と原則に適合した使用を義務づける国際約束の締約国」に限定する。具体的には防衛装備品・技術移転協定を結ぶ国に限ることとし、「武力紛争の一環として現に戦闘が行われている国」には輸出を認めず、個別の案件ごとに閣議決定を経る「歯止め」を設ける。
2025年7月6日、あぶくま型護衛艦をフィリピンへ輸出することで日比両政府が一致した認識を持っていることが報じられた。これが実現した場合、共同開発によりフィリピンに合わせた仕様に装備変更や追加を行った後、輸出される見通し。

## 防衛装備品・技術移転協定等の締結国等
- アメリカ合衆国「日本国とアメリカ合衆国との間の相互防衛援助協定に基づくアメリカ合衆国に対する武器及び武器技術の供与に関する交換公文」締結日平成18年6月23日
- グレートブリテン及び北アイルランド連合王国（イギリス）「防衛装備品及び他の関連物品の共同研究、共同開発及び共同生産を実施するために必要な武器及び武器技術の移転に関する日本国政府とグレートブリテン及び北アイルランド連合王国政府との間の協定」署名日平成25年7月4日
- オーストラリア「防衛装備品及び技術の移転に関する日本国政府とオーストラリア政府との間の協定」署名日平成26年7月8日
- フランス共和国「防衛装備品及び技術の移転に関する日本国政府とフランス共和国政府との間の協定」署名日平成27年3月13日
- インド共和国「防衛装備品及び技術の移転に関する日本国政府とインド共和国政府との間の協定」署名日平成27年12月12日
- フィリピン共和国「防衛装備品及び技術の移転に関する日本国政府とフィリピン共和国政府との間の協定」署名日　平成28年2月29日
- イタリア共和国「防衛装備品及び技術の移転に関する日本国政府とイタリア共和国政府との間の協定」署名日平成29年5月22日、平成31年4月4日発効[48]
- ドイツ連邦共和国「防衛装備品及び技術の移転に関する日本国政府とドイツ連邦共和国政府との間の協定」署名日平成29年7月18日
- マレーシア「防衛装備品及び技術の移転に関する日本国政府とマレーシア政府との間の協定」署名日平成30年4月18日
- インドネシア「防衛装備品及び技術の移転に関する日本国政府とインドネシア共和国政府との間の協定」　署名日令和3年3月30日
- ベトナム「防衛装備品及び技術の移転に関する日本国政府とベトナム社会主義共和国政府との間の協定」　署名日令和3年9月11日

アメリカ合衆国とイギリスは防衛移転三原則決定以前に署名または締結がなされている。

## 対象装備品
- 航空機
  - P-1
    - タイ王国海軍が関心を示している。

  - US-2
    - インド海軍と沿岸警備隊が導入予定。
    - インドネシア海軍が導入を検討している。
    - タイ王国海軍が関心を示している。

  - TC-90
    - フィリピン海軍に8機が無償譲渡された。

  - C-2
    - アラブ首長国連邦が関心を示している。
- 艦艇
  - もがみ型護衛艦後継艦（06FFM）
    - オーストラリア海軍が導入を決定（共同開発）。
    - インドネシア海軍が関心を示している。

  - あぶくま型護衛艦
    - フィリピン海軍への既存艦輸出を行うことで日比両政府が一致した見解を持っていると報じられた[47]。

- レーダー
  - J/FPS-3及びJTPS-P14
    - フィリピンに輸出（完成装備品としては初）。

## 民生品
国軍、民間軍事会社、民兵問わず日本製のピックアップトラックやオフロード車両がテクニカルやパトロールカーとして利用されている。
フランス陸軍ではトヨタ・ランドクルーザーをベースとした車両を2017年から導入している。
イギリス軍ではヤマハの全地形対応車を導入しており、民間に払い下げも行っている。